# 桑田彩
桑田彩（くわた あや、1997年1月15日 - ）は、日本のグラビアアイドル、タレント。群馬県出身。

## 略歴・人物
2010年、13歳でデビュー。デビューのきっかけは、「家が貧乏で、缶ジュースすら買えずに中学時代を過ごしていた。少しでもお家を助けたい!と思い、アルバイトを探したいが、年齢的にできず、探しているうちに芸能界にたどり着き、オーディションを受けて合格した」と述べている。
2012年9月4日発売された「週刊FLASH 2012年9月18日号」（光文社）にて、「極貧アイドル」として紹介された。
2013年6月、初のイメージDVD『ピュア・スマイル』（竹書房）でグラビアアイドルとしてデビュー。
2013年7月7日、『明石家さんま主催 ならでは体験!THEコンプレッくすっ杯』（朝日放送）に、「貧乏代表」チームの一員として出演し、極貧エピソードを披露した。
2024年にはグループ「Lillips」の一員としてアイドル活動も始めた。

## 作品

### イメージビデオ
※太字タイトルはBD版同時発売
- ピュア・スマイル（2013年6月21日、竹書房）[5]
- 彩色兼美（2014年3月28日、エスデジタル）[6][7]
- 光彩奪目（2022年2月21日、イーネット・フロンティア）[8]
- 美しすぎて（2022年7月22日、竹書房）[9]
- 異彩（2023年5月31日、スパイスビジュアル）[10]
- 秘彩（2023年10月27日、 エスデジタル）[11]
- からみついて（2025年2月21日、竹書房）[12]